# マルワーン2世
マルワーン2世（アラビア語: مروان بن محمد بن مروان بن الحكم、Marwān bin Muḥammad bin Marwān bin al-Ḥakam、691年? - 750年8月5日）は、ウマイヤ朝のカリフ（在位：744年 - 750年）。マルワーン1世の孫にあたる。

## 生涯
即位前のマルワーン2世は12年の間アルメニア・アゼルバイジャンの総督を務めていた。カリフ・ヒシャームの時代、マルワーンはヒシャームの兄弟であるアルメニア総督マスラマの下でハザール人と戦い、軍功を挙げた。アルメニア総督の地位に就いた後、マルワーンはハザール人の勢力圏に進攻し、ハザールの首長をイスラームに改宗させる。その後もアルメニア各地の首長を攻撃し、彼らに臣従と貢納を約束させた。
744年にヤズィード3世がワリード2世を殺害してカリフの地位に就いた後、マルワーンはワリード2世の遺児をカリフの地位に就けるためにシリアに進軍する。ヤズィード3世は在位6か月で没し、跡を継いだヤズィード3世の弟のイブラーヒームはマルワーンを迎撃するためにヤマン人からなる大軍を派遣した。マルワーンはイブラーヒームの軍を撃破して首都ダマスカスに到着するが、ワリード2世の子はすでにイブラーヒームによって殺害されており、またイブラーヒームとヤズィードの配下はワリード2世の支持者によって殺害されていた。マルワーンが入城したダマスカスは無政府状態に陥っており、彼はダマスカスの人間から事態の収拾を期待され、喜びをもって迎え入れられた。カリフに即位したマルワーンの年齢は、すでに60歳近くになっていた。
カイス族から支持を得たマルワーンは本拠地をダマスカスからメソポタミアのハッラーンに移すが、彼の決定はシリアの住民を失望させ、シリアで反乱が発生する。シリアでの反乱と同時期にハワーリジュ派の信徒が反乱を起こすが、シリアでの反乱に乗じたビザンツ帝国の軍隊はアナトリア半島の領土に侵入し、マラティヤなどの都市が破壊される。ホムス、パレスチナでの反乱を鎮圧したマルワーンはフワーリジュ派の攻撃に向かい、メソポタミア、ヒジャーズで勝利を収めた。また、パルミラ近郊のルサーファでウマイヤ家の人間が70,000の兵士を擁して起こした反乱も鎮圧し、30,000人の反徒を殺害したことが伝えられている。マルワーンはシリア、パレスチナに逃亡した反乱軍を追撃し、ホムス、バールベック、ダマスカス、エルサレムなどの都市の城壁を破壊した。ウマイヤ朝はシリア、メソポタミアで発生した反乱の鎮圧に成功し、748年までにエジプト、メソポタミア、アラビア半島南部の支配を回復する。マルワーンの即位前にマグリブでウマイヤ朝に対する反乱を起こしていたアブドゥッラフマーン・イブン・ハビーブは恭順の意を示し、マルワーンは彼をマグリブの総督に任命した。しかし、747年に東方のホラーサーン地方でアッバース家が指導する武装蜂起（アッバース革命）が勃発し、西方に向けて進軍を開始していた。
アブー・ムスリムが指導するホラーサーン軍の攻撃を受けたホラーサーン総督ナスル・イブン・サイヤールはマルワーンに援軍の派遣を要請するが、反乱の鎮圧に忙殺されていたため、要請に応えることができなかった。749年に反乱の指導者であるアッバース家のイブラーヒームを捕らえ、同年にイブラーヒームはハッラーンの牢獄で没するが、残されたアッバース家の人間はイラクのクーファに潜伏する。やがてクーファはホラーサーン軍の手に落ち、749年11月にアッバース家のアブー・アル＝アッバース（サッファーフ）はこの地でカリフを称した。マルワーンは軍を率いてハッラーンを発ち、750年1月にチグリス川の支流である大ザーブ川でアッバース家のアブドゥッラー・イブン・アリーと交戦した（ザーブ川の戦い）。戦闘はアブドゥッラーの勝利に終わり、マルワーンはかろうじて戦場から離脱する。
敗戦の後、マルワーンはシリアに逃れるが各都市から支援を受けることができず、パレスチナに移動する。シリアの主要な都市はほとんど抵抗することなくアッバース軍に降伏し、ダマスカスでは抵抗を試みたマルワーンの娘婿が市民によって殺害された。かつてマルワーンが反乱者への報復のために城壁を破壊したホムスでは、マルワーンの軍隊はホムスの住民から略奪を受ける。パレスチナに逃れたマルワーンはビザンツの支援を受けようと考えたが臣下の反対に遭い、勢力を回復するためにエジプトに逃走する。逃走先のブーシール（ブシリス）のキリスト教寺院でマルワーンはアッバース軍の兵士に発見され、マルワーンは剣を取って戦ったが落命した。歴史家のマスウーディーは、マルワーンの首とカリフの記章がサッファーフの元に送られたことを記している。

## 人物像
マルワーン2世は「ロバ」を意味するアル＝ヒマールの渾名で呼ばれていたが、由来については彼の忍耐強い性格、シャクヤクの花を好み「ロバのバラ」と呼んでいたためなど諸説ある。マルワーンは禁欲的な性格の持ち主と伝えられ、軍中では一般の兵士と同様の生活を送っていた。古代史について強い関心を持ち、側近や周囲の人間に歴史を講じることがしばしばあったと伝えられている。
また、マルワーン2世は軍隊の戦闘方式をこれまで預言者ムハンマドの戦闘方式として神聖視されていた横列陣形（スフーフ）から、機動力を重視した小部隊の陣形（カラーディス）へと転換した人物だとされている。